# Caligus kurochkini
Caligus kurochkini is een eenoogkreeftjessoort uit de familie van de Caligidae. De wetenschappelijke naam van de soort is voor het eerst geldig gepubliceerd in 1975 door Kazachenko.